# Hextet
Een hextet of een chomp is in de informatica een zestien-bits aggregatie of vier nibble. Omdat een nibble doorgaans in hexadecimaal formaat wordt genoteerd, bestaat een hextet uit 4 hexadecimale cijfers. Een hextet is de niet-officiële naam voor elk van de 8 blokken in een IPv6-adres.